# Stadio Enrico Sannazzari
Lo stadio Enrico Sannazzari è un impianto sportivo multifunzione della città italiana di Chiavari, nella città metropolitana di Genova.
Inaugurato nel 1935 come campo sportivo del Littorio, sull'area in cui già dal 1933 sorgeva una struttura provvisoria, fu rinominato campo sportivo Paolo Dall'Orso nel 1941 e, dopo la guerra, stadio comunale, denominazione mantenuta fino al 2025.
È stato talvolta erroneamente denominato Stadio Aldo Gastaldi dal nome della via in cui sorge.
Fin dalla sua apertura ufficiale è sede degli incontri interni della Virtus Entella.
Il nucleo originario dell'edificio è la tribuna in stile razionalista italiano, sotto tutela della soprintendenza regionale alle belle arti, cui vennero aggiunti nel tempo altri settori a formare l'attuale pianta quadrangolare. L'impianto - che nel passato ha raggiunto la capienza di 10 000 posti - è omologato per 5 587 spettatori.
Lo stadio ha ospitato le gare di tornei giovanili nazionali e internazionali, tornei femminili nazionali, è stato utilizzato per altri sport quali l'atletica leggera, il judo, la lotta, la pallacanestro, il pugilato ed il sollevamento pesi, oltre che come sede di concerti musicali. Per brevi periodi ha costituito il terreno di gioco casalingo di altre società calcistiche.

## Storia

### Prodromi

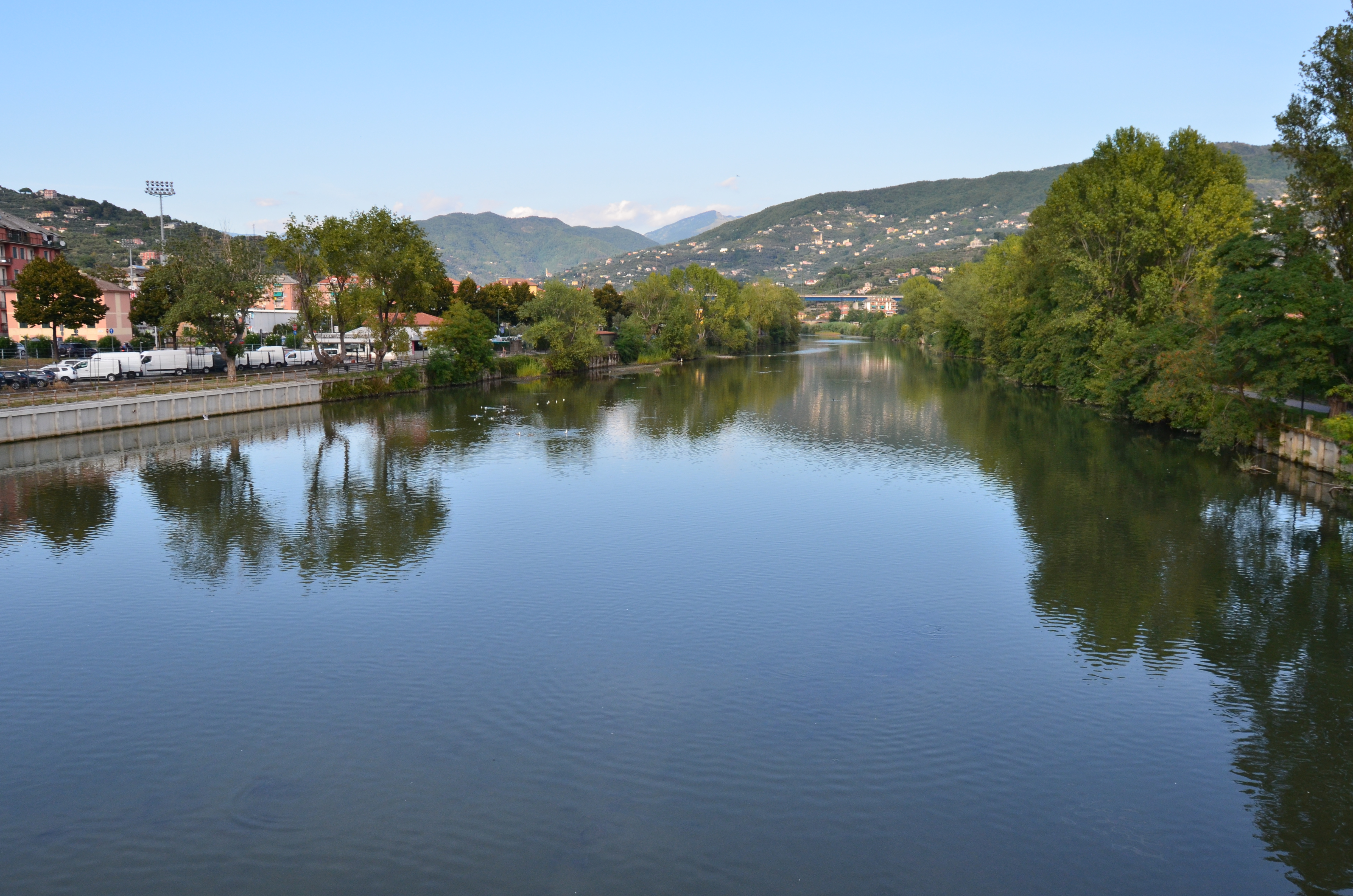
Il fiume Entella: sulla sinistra l'area denominata nella prima metà del XX secolo Passatempo.

Agli inizi del XX secolo il calcio acquisì a Chiavari una crescente popolarità e l'assenza di spazi dedicati portò gli appassionati a praticarlo nelle vie e piazze cittadine, suscitando le proteste di parte della cittadinanza. Il terreno di piazza Roma, sorta nel 1907, divenne luogo deputato alle manifestazioni - non esclusivamente sportive - e fu qui che l'Entella disputò il suo primo incontro nel 1914. Nella stessa decade vennero allestiti in città i primi campi sportivi propriamente detti, come quello del quartiere Sampiderdicanne utilizzato dall'Ardita Juventus che partecipò al campionato di Promozione 1914-1915 ed il campo sportivo di Corso Dante inaugurato nel 1915 e destinato alla Pro Chiavari, che pochi mesi prima aveva inglobato l'Entella facendone la propria sezione calcio.
Al termine della prima guerra mondiale il campo sportivo di Corso Dante dovette essere nuovamente allestito e l'Entella, tornata società indipendente, riprese ad utilizzarlo dal 1919 disputandovi alcune stagioni inclusa la Seconda Divisione 1922-1923, secondo livello assoluto del campionato italiano di calcio. Dal 1931 la squadra avviò un contenzioso con i frati minori proprietari del terreno di gioco, che portò alla necessità di creare un nuovo impianto sportivo. L'Entella e le autorità comunali presero in considerazione due aree cittadine per l'edificazione nuova struttura: una alla periferia orientale della città, vicina al fiume Entella e denominata Passatempo, l'altra all'estremità occidentale in prossimità del torrente Rupinaro e denominata La Franca. La scelta ricadde sulla prima ipotesi e nel 1932 l'amministrazione comunale presieduta dal podestà Francesco Tappani acquistò un terreno sito in via Damiano Chiesa.

### Il progetto e la costruzione

Lo stadio dotato di un unico settore: la tribuna. Sul lato sud era allestito un campo da pallacanestro.

Il progetto venne depositato l'11 settembre 1932, redatto dall'Ingegnere Antonio Roffo e basato sulle indicazioni del governo, che in quegli anni incentivava la costruzione di strutture dedicate alla pratica dello sport. L'approvazione avvenne con delibera comunale del 14 ottobre 1933, attraverso uno stanziamento di 500 000 lire. Pochi giorni dopo, il 1º novembre l'Entella disputò la sua prima partita su un campo da gioco provvisorio sito all'estremità settentrionale dell'area identificata per la costruzione del nuovo impianto: nell'incontro valevole per la 7ª giornata della Prima Divisione 1933-1934 - terzo livello del campionato italiano di calcio - pareggiò 1-1 con l'Albingaunia. L'impianto provvisorio era costituito da un terreno da gioco disposto in direzione est-ovest dotato di una singola tribuna scoperta costruita in legno e posizionata sul lato nord, oltre ad un fabbricato in mattoni atto ad ospitare gli spogliatoi. Se ne rese necessaria la costruzione a causa del definitivo abbandono del campo sportivo di Corso Dante.
I lavori si protrassero per circa un anno e mezzo - durante il quale vennero effettuate numerose perizie ed alcuni espropri a privati - ed il campo sportivo del Littorio fu ultimato nei primi mesi del 1935. La struttura era dotata di un unico settore: la tribuna coperta realizzata secondo i canoni architettonici del razionalismo italiano, posta ad occidente del terreno di gioco orientato in direzione nord-sud. La partita inaugurale si tenne il 10 marzo 1935 contro la Sanremese, alla 3ª giornata di ritorno della Prima Divisione 1934-1935.
| Arbitro: | Casati (Como) |

|           |           |              |
| Bulla 89’ | Marcatori | 48’ Gereschi |

### Dal 1935 al 1944

16 aprile 1942: la Nazionale disputa una partita di allenamento con l'Entella

Dal 1939 la capienza dell'impianto venne indicata in 10 000 posti, superiore a quella della tribuna in considerazione della possibilità per gli spettatori di assistere agli incontri lungo tutto il periplo del campo, osservando in piedi la partita. Le dimensioni del terreno di gioco erano di 110x60 m e l'indirizzo ufficiale del campo sportivo posto in corso Lavagna.
Nel 1941 avvenne il cambio di denominazione in campo sportivo Paolo Dall'Orso in seguito all'intitolazione al sottotenente di vascello chiavarese deceduto l'anno precedente nell'affondamento della torpediniera Ariel e insignito della medaglia d'argento al valore militare. Nel 1942 l'impianto accolse le sessioni di allenamento della Nazionale italiana in preparazione alle amichevoli internazionali contro la Croazia e la Spagna tenutesi a Genova e Milano. Nella sessione del 16 aprile gli azzurri disputarono un incontro di allenamento con l'Entella, vincendo 9-2.
La seconda guerra mondiale interruppe la disputa del campionato di calcio e nel 1944 venne organizzato al campo sportivo un torneo amichevole in memoria di Enrico Vassallo, tenente caduto in guerra, cui presero parte formazioni della provincia di Genova e che venne vinto dall'Entella. Il bombardamento subito da Chiavari e Lavagna il 12 maggio 1944 coinvolse anche il terreno da gioco ed ogni attività sportiva venne sospesa.

### Dal 1945 al 2001

9 marzo 1986: i settori Tribuna e Parterre in occasione di Entella Bacezza-.

Nel 1945 il campo da gioco - brevemente occupato dalle forze armate britanniche - venne risistemato dall'amministrazione comunale presieduta dal sindaco Colombo Sannazzari e l'impianto ribattezzato stadio comunale. Per la stagione 1945-1946 funse da campo interno sia per l'Entella sia per la Lavagnese, che dal 1946 tornò ad utilizzare il proprio campo sportivo a Lavagna. Nel 1949 l'impianto fu nuovamente sede di allenamenti della Nazionale italiana, in preparazione dell'amichevole tenutasi a Genova contro il Portogallo.
Dalla stagione 1955-1956 lo stadio venne dotato di un secondo settore: una gradinata scoperta posta ad oriente del terreno da gioco, che nel tempo assunse la denominazione Gradinata est. La strada di accesso alla tribuna venne battezzata "via del Campo Sportivo" ed al termine degli anni 1960 la capienza ufficiale dello stadio fu di 6 000 spettatori. Nel decennio successivo si raggiunse il tutto esaurito per due partite: il 20 settembre 1970 in occasione della 2ª giornata di andata della Serie C Entella Chiavari-Genoa ed il 14 agosto 1976 per l'amichevole estiva Entella Chiavari-Inter. Al termine del decennio, la capienza massima dell'impianto venne ridotta a 3 000 spettatori.
Dal 1982 la strada di accesso venne intitolata ad Aldo Gastaldi e la capienza aumentata a 4 000 spettatori. In questo decennio in cui l'impianto ospitò alcune partite in notturna, come l'incontro Entella Bacezza-Spezia valevole per la Coppa Italia Serie C 1986-1987, furono ancora in uso i posti in piedi, limitatamente al settore Parterre ubicato ai piedi della tribuna. Nel corso della Serie C2 1986-1987, nel prepartita dell'incontro tra Entella Bacezza e Pistoiese, una misurazione rilevò che le dimensioni delle aree di rigore non erano regolamentari e le stesse vennero ritracciate. Nel 1992 a causa di un contenzioso tra il comune e l'Entella Bacezza, si paventò la possibilità che lo stadio potesse essere abbandonato dalla squadra, ma le parti si accordarono; due anni più tardi vi si tenne un'amichevole tra l'Entella Chiavari e la Nazionale Under-21 della Federazione calcistica di Cuba, terminata 2-2. Nel 1999 fu sede di alcuni incontri del Torneo di Viareggio, mentre nel 2001 rimase inutilizzato in seguito alla revoca all'Entella Chiavari dell'affiliazione alla Federazione Italiana Giuoco Calcio.

### Dal 2002

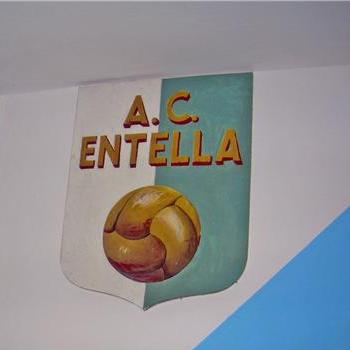
Murale raffigurante il logo storico dell'Entella, sito all'ingresso della tribuna negli anni 2000.

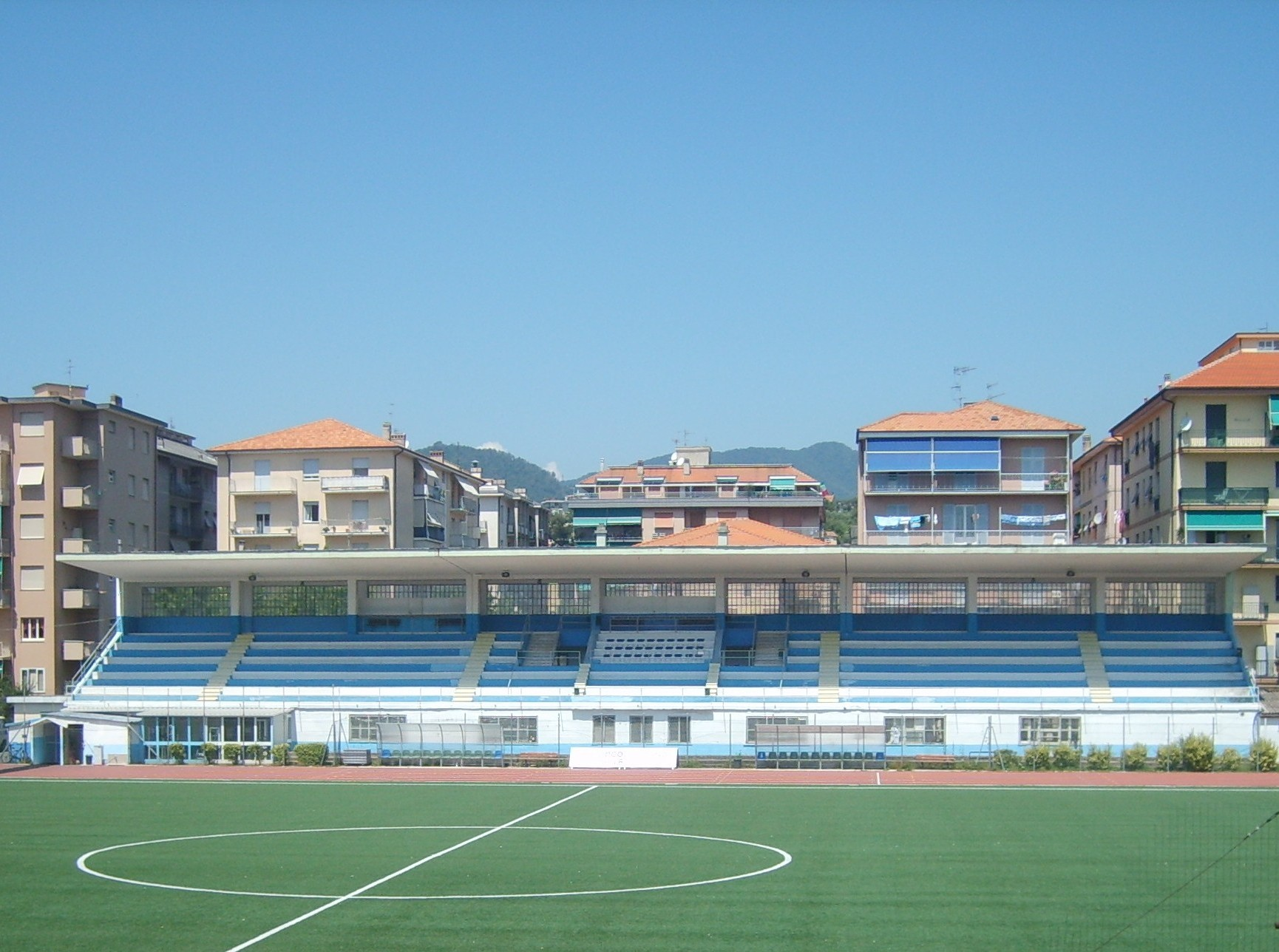
La tribuna dello stadio nel 2008

L'utilizzo dello stadio venne assegnato nel 2002 al rinato Vallesturla Entella; in seguito alla posa di un manto erboso sintetico avvenuta nel 2006 il comune aumentò il numero delle società beneficiarie, concedendo il campo anche alla Vecchia Chiavari e, due anni più tardi, all'Entella Femminile. In quello stesso intervento venne creato un campo da calcio a 5 a nord del terreno da gioco e fu completamente rinnovata la pista di atletica. Nel 2008 allo stadio vennero apportati alcuni interventi per l'omologazione per la Serie D, ottenuta per 1 368 spettatori. Dal 2010 e per alcune edizioni lo stadio riprese ad essere incluso tra gli impianti del Torneo di Viareggio e nello stesso anno venne adottato come terreno casalingo anche dal Chiavari Caperana, che subentrò di fatto nell'utilizzo alla Vecchia Chiavari.
Nel 2011 fu attuato il più importante progetto di ristrutturazione nella storia dell'impianto, affidato all'architetto Enrico Rocchi coadiuvato dall'ingegnere Cristiano Riccamboni e costato 2 milioni di Euro, totalmente a carico della Virtus Entella. Per ottenere l'omologazione dalla Lega Italiana Calcio Professionistico, stante la scadenza della deroga ottenuta dalla Virtus Entella che era già da un anno iscritta alla Lega Pro Seconda Divisione, venne aggiunto un terzo settore - la Gradinata nord dedicata ai tifosi ospiti - ampliata la Gradinata est, ristrutturato l'interno della tribuna, posato un nuovo manto in erba sintetica, ridotta la pista di atletica ed eliminato il campo da calcio a 5. Lo stadio, nel contempo non più utilizzato dall'Entella Femminile, raggiunse così una capienza di 2 510 posti. L'anno successivo venne realizzato un nuovo impianto di illuminazione e la struttura poté tornare ad ospitare incontri in notturna, il primo dei quali fu la partita di Coppa Italia 2012-2013 Virtus Entella-Verona.
Nel 2013, quando il Chiavari Caperana lasciò l'impianto e la Virtus Entella rimase l'unica utilizzatrice, venne aggiunto un quarto settore: la Gradinata sud. Il progetto, nuovamente affidato all'architetto Enrico Rocchi, previde anche la copertura della Gradinata est che assunse contestualmente la nuova denominazione Distinti e la realizzazione di un parcheggio per gli ospiti, situato a nord dello stadio. I lavori - che portarono la capienza complessiva a 4 154 posti - ebbero un costo di 453 000 Euro suddiviso tra la Virtus Entella ed il comune. Successivamente alla promozione dei biancocelesti in Serie B, tra il 2014 e il 2015 vennero effettuati ulteriori lavori a completamento di un decennio di trasformazione radicale dell'impianto, che inclusero l'allargamento del campo da gioco rendendo inagibile la pista di atletica, l'introduzione di un parapetto tra gli spalti e il campo, l'installazione di tornelli esternamente al perimetro dello stadio, l'ampliamento di Gradinata nord, Gradinata sud e Distinti, con installazione di seggiolini in questo settore. Al termine degli interventi, la capienza omologata dello stadio fu di 5 500 posti.
Nel 2015 lo stadio ospitò la finale del Campionato Primavera e nell'autunno dello stesso anno i funerali dell'ex difensore dell'Entella Ermes Nadalin, primatista di presenze con la maglia biancoceleste, deceduto all'età di 77 anni. Ad inizio 2016 il comune accettò la richiesta della società di intitolargli la gradinata destinata ai tifosi locali, che assunse la denominazione Gradinata sud "Ermes Nadalin". Il 18 marzo lo stadio fece registrare il primo tutto esaurito dopo quaranta anni: 5.521 spettatori in occasione di Entella-Spezia, 32ª giornata di Serie B 2015-2016.. Per la Serie C 2018-2019, oltre che dalla Virtus Entella, venne utilizzato come impianto di casa anche dall'Albissola. Il 16 agosto 2019 lo stadio fece registrare nuovamente il tutto esaurito per la partita di Coppa Italia Genoa-Imolese, disputatasi a Chiavari per inagibilità dello stadio Luigi Ferraris. Nel corso della seconda metà degli anni 2010 avvennero inoltre ulteriori interventi strutturali quali la posa nel 2017 di un nuovo manto erboso sintetico - che venne giudicato dalla Lega B il migliore della categoria - e l'installazione di seggiolini in tutti i settori dello stadio, avvenuta nel 2019 raggiungendo la capienza di 5 587 spettatori.
All'inizio del decennio l'impianto ospitò la Supercoppa italiana 2020 di calcio femminile ed una partita benefica della Nazionale italiana cantanti; nel corso dell'estate 2023 l'utilizzo dello stadio fu al centro di un contenzioso tra società e comune di Chiavari, poi rientrato.
Nel maggio 2025 il Comune di Chiavari deliberò di intitolare ufficialmente l'impianto al primo capitano dell'Entella, Enrico Sannazzari detto "Richin".

## Architettura

### Ubicazione
Lo stadio è situato in un'area fortemente urbanizzata delimitata da via Aldo Gastaldi, corso Lavagna, viale Sergio Kasman e via Giannotto Bado. La densità abitativa dei dintorni richiede l'applicazione di particolari misure di sicurezza in occasione dello svolgimento delle partite. Il quartiere, denominato nella prima metà del XX secolo Passatempo, è alla periferia orientale della città, a poca distanza dall'argine del fiume Entella: la zona è a rischio esondazione e nel 2014 lo stadio subì un allagamento.
Lo stadio è a circa un chilometro dall'uscita autostradale di Lavagna dell'A12 Genova-Livorno-Rosignano Marittimo; si trova inoltre a 1 500 metri dalla stazione ferroviaria di Chiavari.

### Esterno

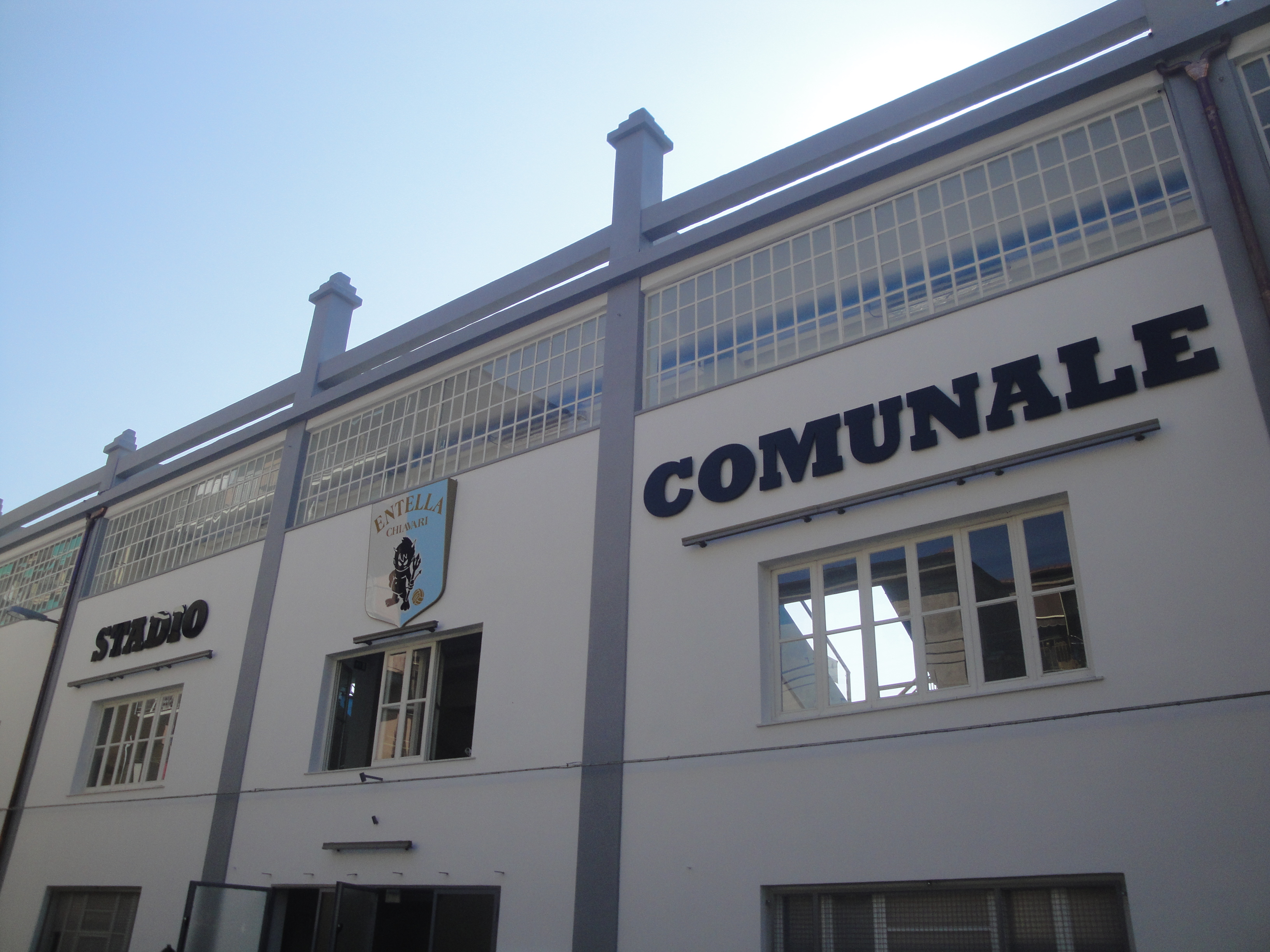
Vista esterna della tribuna.

L'ingresso principale allo stadio è in via Aldo Gastaldi 22, area occidentale del complesso su cui affaccia la tribuna in stile razionalista italiano, nucleo originario dell'impianto e soggetta alla tutela della Soprintendenza Archeologia, Belle Arti e Paesaggio per la città metropolitana di Genova e le province di Imperia, La Spezia e Savona. Sempre in via Aldo Gastaldi sono gli accessi alla Gradinata sud "Ermes Nadalin", al parcheggio per atleti e terna arbitrale ed al centro polisportivo unito al corpo principale della tribuna.
Il settore Distinti - situato ad oriente del terreno da gioco - è raggiungibile dall'ingresso di viale Sergio Kasman, mentre la Gradinata nord è accessibile direttamente dal parcheggio dedicato alla tifoseria ospite.

### Interno

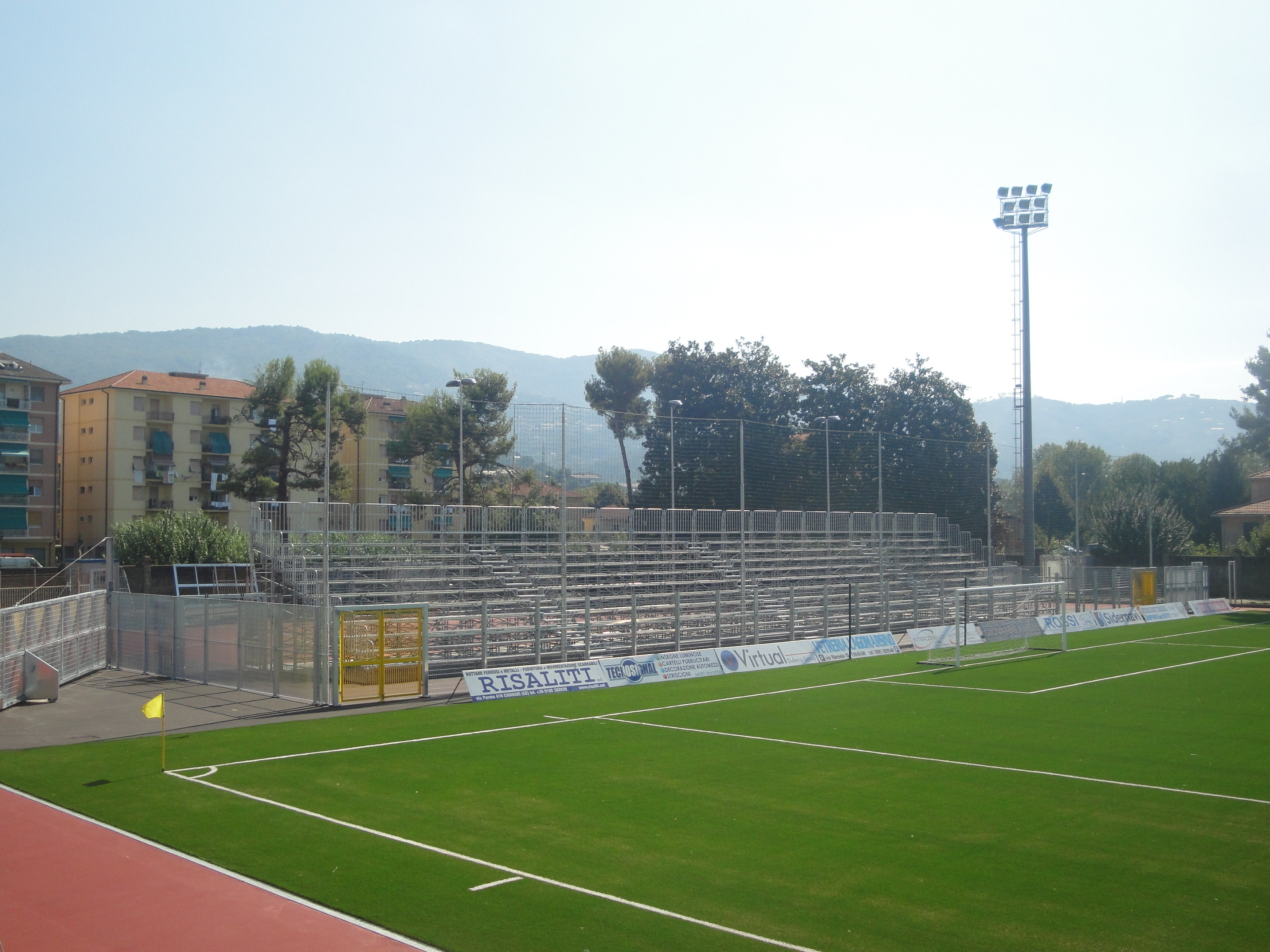
Il settore Gradinata nord nel 2011, prima della sua ristrutturazione avvenuta nel 2015.

La tribuna è interamente coperta ed ospita al suo interno gli spogliatoi, la sala stampa, l'area Hospitality  la sala Gruppo Operativo Sicurezza e la sede della Virtus Entella. Unito al corpo principale della tribuna è il centro polisportivo, utilizzato per la pratica del judo, della lotta, del pugilato e del sollevamento pesi. Il settore Distinti presenta una copertura sulla parte centrale, mentre le parti laterali - realizzate in struttura metallica - sono scoperte. Questo settore venne edificato nel 1955 e radicalmente ristrutturato in più interventi avvenuti tra il 2011 e il 2015.
La Gradinata sud "Ermes Nadalin" e la Gradinata nord sono entrambe realizzate in struttura metallica e scoperte: la prima venne edificata nel 2013, la seconda nel 2015 in sostituzione di una precedente struttura costruita nel 2011. Tutti i settori dello stadio sono dotati di seggiolini, all'interno del complesso sono inoltre presenti alcune strutture di servizio prefabbricate.

### Specifiche
Il terreno da gioco dello stadio misura 105 metri in lunghezza e 65 metri in larghezza. Dal 2006 è in erba sintetica, rinnovata nel 2017.
L'impianto è omologato per 5 587 posti, suddivisi nei settori:
- Tribuna, sottosettori centrale, semicentrale e laterale;
- Distinti, sottosettori centrali e laterali;
- Gradinata sud "Ermes Nadalin";
- Gradinata nord adibita a settore ospiti.

## Incontri di calcio
Lo stadio ha ospitato gli incontri casalinghi della Virtus Entella in Coppa Italia, Serie B, Serie C e Lega Pro Prima Divisione oltre che in serie minori e partite amichevoli. Ha anche ospitato un incontro del Genoa in Coppa Italia, gli incontri dell'Albissola in Serie C ed inoltre incontri di altre squadre in serie minori e amichevoli.

### Nazionali
L'impianto fu sede degli allenamenti della Nazionale italiana nel 1942, in preparazione delle amichevoli con Croazia e Spagna; gli azzurri disputarono in questo frangente anche una partita di allenamento contro l'Entella il 16 aprile, vincendola 9-2. La Nazionale italiana si allenò nuovamente qui nel 1949, in vista dell'amichevole tenutasi a Genova contro il Portogallo.
Nel 1994 vi si tenne un'amichevole tra l'Entella Chiavari e la Nazionale cubana Under-21, terminata 2-2. Nel 2014 la Nazionale italiana Under-20 disputò un'amichevole contro la Virtus Entella - tenutasi il 21 maggio e terminata 2-2 - mentre la Nazionale italiana Under-17 scese in campo lo stesso anno contro i pari età della Spagna. La Nazionale italiana Under-21 disputò nel 2016 un'amichevole presso lo stadio, contro la B Italia.
- Entella Chiavari -  Cuba under 21 2-2 (Amichevole, 18 maggio 1994)[51]
- Italia under 17 -  Spagna under 17 1-1 (Amichevole, 22 gennaio 2014)[100]
- Virtus Entella -  Italia under 20 2-2 (Amichevole, 21 maggio 2014)[102]
- Italia under 21 -  B Italia 5-2 (Amichevole, 10 febbraio 2016)[101]

### Tornei giovanili
Lo stadio ha ospitato in più edizioni alcune partite del Torneo di Viareggio, come quelle del 1999, 2010, 2011, 2012, 2013 e 2016, compresi incontri della fase a eliminazione diretta. Nell'impianto si sono anche tenuti alcuni degli incontri della final eight del Campionato Primavera 2014-2015, inclusa la finale tra Torino e Lazio.

### Calcio femminile
Con riguardo al calcio femminile ospitò le partite casalinghe dell'Entella Femminile in Serie A2 e la Supercoppa italiana 2020 di calcio femminile, vinta dalla Juventus sulla Fiorentina.

## Statistiche

### Record spettatori

14 agosto 1976: amichevole - con 6000 spettatori presenti.

- Coppa Italia
  - 5 600 Genoa-Imolese 4-1 (16 agosto 2019)[84]
- Serie B
  - 5 521 Entella-Spezia 2-2 (18 marzo 2016)[81]
- Serie C/Lega Pro Prima Divisione
  - 6 000 Entella Chiavari-Genoa 0-2 (20 settembre 1970)[44]
- Altre competizioni ufficiali
  - 5 000 Entella-Sestri Levante 0-2 (8 gennaio 1950)[107]
- Partite amichevoli
  - 6 000 Entella Chiavari-Inter 0-4 (14 agosto 1976)[45]

### Affluenza stagionale
Affluenza media stagionale relativa alle partite interne della Virtus Entella:
Affluenza stagionaleAnno050010001500200025002010-112014-152018-192022-23Media spettatori per stagione per singolo incontro

## Altri sport
L'impianto è stato sede, opportunamente attrezzato, di incontri di pugilato quali quello del 25 luglio 1969 tra José Hernández e Giuseppe Muzio - cui assistettero 7 000 spettatori - e quello del 25 agosto 1973 in cui Aldo Traversaro ottenne il titolo di Campione italiano contro Domenico Adinolfi. Il neocampione si era formato nelle palestre della struttura stessa, in cui successivamente proseguì l'attività di istruttore.
Lo stadio ha ospitato nel 2011 e nel 2012 i Campionati regionali Special Olympics di atletica leggera, organizzati da Anffas Onlus. Dal 2014 la pratica dell'atletica leggera nell'impianto non è più possibile, a causa dell'inagibilità della pista. In passato lo stadio è stato dotato anche di campi da pallacanestro e da calcio a 5.
All'interno dell'impianto è presente un centro polisportivo, ristrutturato nel 2020, per la pratica del judo, della lotta, del pugilato e del sollevamento pesi.

## Concerti
Il 12 giugno 1981 si tenne nell'impianto la finale del concorso musicale Discoboy 81, condotto da Federico l'Olandese Volante e Barbara D'Urso e vinto da Alice. Tra gli altri artisti che si esibirono in quella serata vi furono Luca Barbarossa, Alberto Camerini, Nada, Alberto Radius, Vasco Rossi e Michele Zarrillo.
Nel 1978 si era esibito allo stadio Antonello Venditti in una tappa del tour Sotto il Segno dei Pesci, mentre lo stesso Vasco Rossi fece il suo ritorno nel 1983 con una tappa di Bollicine Tour. Fabrizio De André vi si esibì nel 1984 e nel 1991: la registrazione del primo concerto venne successivamente pubblicata nell'album Crêuza de mä - Il concerto 1984 del 2012. Nel 1993 Renato Zero vi tenne una tappa del tour ZerOpera Estate e nel 1999 vi si esibì Anna Oxa.